# Nisída Ánydros
Nisída Ánydros är en ö i Grekland.   Den ligger i prefekturen Kykladerna och regionen Sydegeiska öarna, i den sydöstra delen av landet, 230 km sydost om huvudstaden Aten. Arean är 1,2 kvadratkilometer.
Terrängen på Nisída Ánydros är lite kuperad. Öns högsta punkt är 187 meter över havet. Den sträcker sig 1,4 kilometer i nord-sydlig riktning, och 1,9 kilometer i öst-västlig riktning.